# 들로리언 자동차
들로리언(Delorean)은 전 제너럴 모터스 엔지니어 인 존 들로리언이 설립 한 자동차 회사였다. 1982년에 파산했다.

들로리언 자동차의 공장

## 모델
- 들로리언 DMC-12